# الجرداء (سمائل)
الجرداء منطقة سكنية تقع في ولاية المضيبي ، التابعة لمحافظة الشرقية  في سلطنة عمان. يقدر عدد سكانها بـ 268 نسمة حسب إحصاء عام 2010 التابع للمركز الوطني للإحصاء والمعلومات الحكومي. رمز المنطقة هو 50720350.

## الوصلات الخارجية
- المركز الوطني للإحصاء والمعلومات، سلطنة عمان